# Pukguksong-2
Le Pukguksong-2 (coréen : 《북극성-2》형 ; Hanja : 北極星 2型 ; littéralement Polaris Type 2 ou KN-15 selon la convention de nommage des États-Unis) est un missile balistique à moyenne portée en cours de développement par la Corée du Nord. Contrairement aux conceptions antérieures de ce pays, il utilise un combustible solide. Décrit comme « à capacité nucléaire », son premier vol d’essai a eu lieu le 12 février 2017. Il y a toutefois eu deux lancements précédents en octobre 2016, que l’on pensait initialement être ceux du Hwasong-10, mais qui étaient peut-être en fait des lancements ratés du Pukguksong-2. L’agence de presse officielle KCNA a déclaré que le dirigeant Kim Jong-un avait supervisé le test, qui a été décrit comme un succès.
Les analystes ont décrit le nouveau missile comme « plus stable, plus efficace et plus difficile à détecter » que les précédents modèles à combustible liquide de la Corée du Nord. Contrairement aux fusées à combustible liquide plus anciennes, dont le lancement nécessite des heures de préparation et qui sont plus faciles à détecter et à contrer par d’autres pays, le Pukguksong-2 est une fusée à combustible solide qui peut être lancée en quelques minutes,.
Le missile est maintenant déployé dans le nord de la Corée du Nord, près de la frontière avec la Chine, dans des bases de missiles où le Hwasong-7 est déployé.

## Conception
Le Pukguksong-2 est un développement, agrandi en deux étages du Pukguksong-1, un missile mer-sol balistique stratégique (SLBM). Il est lancé à partir de son conteneur de transport fermé. Il utilise un système de « lancement froid », qui commence par utiliser du gaz comprimé, suivi de l’allumage du moteur en plein vol. Le conteneur est un cylindre lisse à l’intérieur, sans rails, et lors du lancement, on peut voir une série de blocs de glissement se détacher du missile. Ceux-ci agissent comme des roulements pendant que le missile est projeté à travers le tube ajusté, un système vu pour la première fois avec le LGM-118 Peacekeeper américain. Une série de panneaux cellulaires sont déployés à la base du missile pour assurer la stabilité aérodynamique pendant le vol. Le tracteur-érecteur-lanceur (TEL) est d’une nouvelle conception, similaire au TEL 2P19 russe du R-17 Elbrouz / SS-1 ou Scud-B. Il est entièrement chenillé et prétendument de fabrication nord-coréenne, contrairement aux lanceurs à roues chinois précédents, dérivés de la conception omniprésente du MAZ-543.
Lors de son premier vol d’essai, le Pukguksong-2 a parcouru 500 km sur une trajectoire délibérément inefficace. Sa portée opérationnelle est généralement estimée entre 1200 et 1300 km et il est probablement destiné à remplacer les missiles à moyenne portée comme le Scud-ER et le Rodong-1, potentiellement d’ici le début des années 2020 en fonction du rythme de sa fabrication. Une caractéristique inhabituelle est la capacité du missile à prendre des photos du sol près de son apogée et à les transmettre à une station de réception. Continuer à recueillir des données d’imagerie au fur et à mesure qu’il entre dans l’atmosphère peut être utile pour guider avec précision un véhicule de rentrée manœuvrable, bien que le Pukguksong-2 n’ait pas encore été testé avec un tel véhicule

## Liste des tests du Pukguksong-2

### Test n°1
Cet essai a eu lieu le 11 février 2017, vers 8 h 00 (heure normale de Pyongyang), au Centre d’essais de véhicules et de formation des conducteurs d’Iha-ri, Kusong, 40° 00′ 42″ N, 125° 13′ 05″ E. Il n’y a eu aucune annonce préalable ou détection de préparatifs du lancement. Le résultat est un succès.
Les rapports indiquaient que les militaires des États-Unis et de la Corée du Sud tentaient initialement de déterminer si le missile était un Rodong-1 ou un BM25 Musudan modifié. Une analyse de Jeffrey Lewis, du Centre d’études sur la non-prolifération de l’Institut d’études internationales de Middlebury à Monterey, suggérait que ce test soit traité comme le test nord-coréen d’un premier étage d’ICBM.
Cependant, la Corée du Nord a annoncé moins d’un jour plus tard qu’il s’agissait d’une variante terrestre, nommée Pukguksong-2, une nouvelle arme stratégique à capacité nucléaire coréenne qui utilise une trajectoire à angle élevé en tenant compte de la sécurité des pays voisins.
KCNA a également annoncé que ce test est la version améliorée et à longue portée de son missile balistique lancé depuis un sous-marin Pukguksong-1 (voir ci-dessus), qui utilise également un moteur à combustible solide, que ce test a permis de vérifier une « caractéristique pour échapper à l’interception » et que cela inclut « la mobilité et le fonctionnement du nouveau type de camion lance-missiles ».
Une source militaire sud-coréenne note que ce missile a atteint une altitude de 550 km et a parcouru une distance d’environ 500 km, atterrissant au large de sa côte est, en direction du Japon.
Kim Jong-un a récemment annoncé lors de son discours du Nouvel An que son pays était dans les dernières étapes des tests de son ICBM.
Ce lancement a eu lieu lors d’une visite d’État du Premier ministre du Japon Shinzō Abe au complexe de golf du président Donald Trump en Floride. C’est également le premier test de missile nord-coréen réalisé sous l’administration Trump. En réponse, les deux chefs d’État ont présenté un front uni. Vendredi, à la Maison-Blanche, Shinzo Abe a qualifié le test d'"absolument intolérable » et a déclaré que Trump « m’a assuré que les États-Unis se tiendront toujours aux côtés du Japon à 100% ». Donald Trump n’a pas du tout mentionné la Corée du Sud.

### Test n°2
Le second essai a eu lieu le 21 mai 2017, vers 16 h 29 (heure normale de Pyongyang) depuis le lac Yonpung, dans la ville d’Anju. C’est un autre essai réussi, qui a suivi la même trajectoire élevée, avec une portée et un apogée identiques au premier essai. À la suite de l’essai, la Corée du Nord a indiqué qu’il s’agissait du dernier lancement d’essai pour vérifier que toutes les caractéristiques techniques étaient « parfaites » et la capacité opérationnelle initiale atteinte, et que la production de masse débuterait bientôt. Le site de lancement a été géolocalisé à 39° 37′ 05″ N, 125° 48′ 13″ E.